# Рене Ферр'є
Рене Ферр'є (фр. René Ferrier, нар. 7 грудня 1936, Тьйонн — пом. 15 вересня 1998, Сент-Етьєн) — французький футболіст, що грав на позиції півзахисника.
Виступав за клуби «Сент-Етьєн» та «Бастія», а також національну збірну Франції.

## Клубна кар'єра
У дорослому футболі дебютував 1954 року виступами за команду клубу «Сент-Етьєн», в якій провів одинадцять сезонів, взявши участь у 264 матчах чемпіонату. Більшість часу, проведеного у складі «Сент-Етьєна», був основним гравцем команди.
1965 року перейшов до клубу «Бастія», за який відіграв 4 сезони. Граючи у складі «Бастії» також здебільшого виходив на поле в основному складі команди. Завершив професійну кар'єру футболіста виступами за команду «Бастія» у 1969 році.
Помер 15 вересня 1998 року на 62-му році життя у місті Сент-Етьєн.

## Виступи за збірну
1958 року дебютував в офіційних матчах у складі національної збірної Франції. Протягом кар'єри у національній команді, яка тривала 7 років, провів у формі головної команди країни 24 матчі.
У складі збірної був учасником домашнього для французів чемпіонату Європи 1960 року.

## Титули і досягнення
- Чемпіон Франції (2):

«Сент-Етьєн»: 1956—1957, 1963—1964
- Володар Суперкубка Франції (2):

«Сент-Етьєн»: 1957, 1962
- Володар Кубка Франції (1):

«Сент-Етьєн»: 1961—1962
- Володар Кубка Шарля Драго (1):

«Сент-Етьєн»: 1958